# Bahiopsis triangularis
Bahiopsis triangularis là một loài thực vật có hoa trong họ Cúc. Loài này được (M.E.Jones) E.E.Schill. & Panero mô tả khoa học đầu tiên năm 2002.